# Guinkirchen

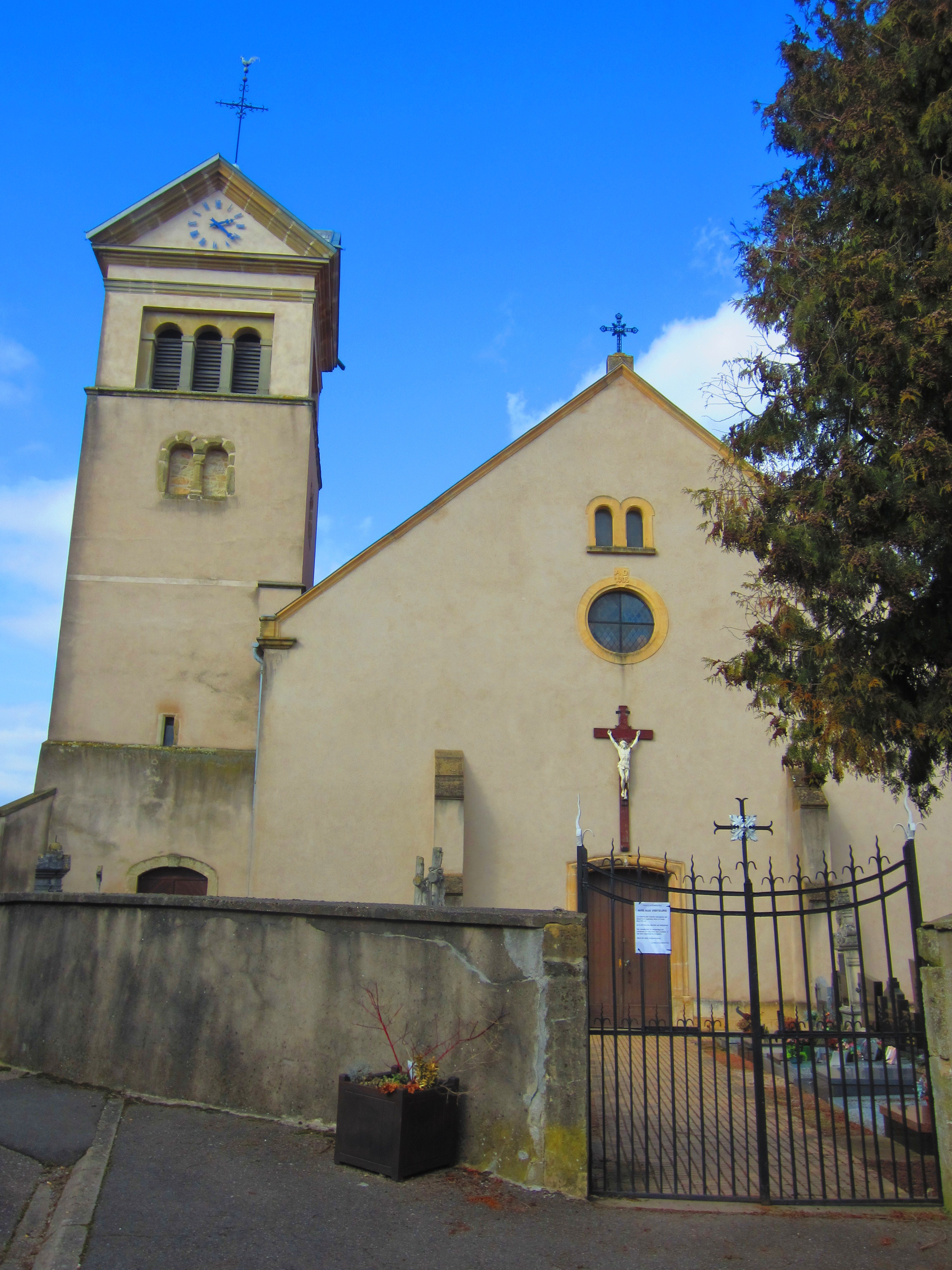
Kerk

Guinkirchen (Duits:  Gehnkirchen ) is een gemeente in het Franse departement Moselle (regio Grand Est) en telt 183 inwoners (2005). De plaats maakt deel uit van het arrondissement Forbach-Boulay-Moselle.

## Geografie
De oppervlakte van Guinkirchen bedraagt 5,2 km², de bevolkingsdichtheid is 35,2 inwoners per km².
De onderstaande kaart toont de ligging van Guinkirchen met de belangrijkste infrastructuur en aangrenzende gemeenten.

## Demografie
Onderstaande figuur toont het verloop van het inwonertal (bron: INSEE-tellingen).